# Gabriella Sica
Gabriella Sica (Viterbo, 24 de octubre de 1950) es una poeta italiana. 
Se fue a Roma a los 10 años y tras publicar diversos poemas en revistas y antologías, publicó su primer poemario La famosa vita'' (1986), Vicolo del Bologna (1992), Poesie familiari (2001, Fazi editore, Premio Camaiore), Poesie bambine (1997), Le lacrime delle cose (2009) e Tu io e Montale a Cena. Poesie per Zeichen (Interno Poesia, 2019). 
Le poesie di Gabriella Sica sono state tradotte in francese, inglese, rumeno, turco, croato, catalano, persiano e, in particolare, in spagnolo (in alcune antologie di poesia italiana pubblicate in Spagna e con il volume "No sentirás el ruisenor que llora", nella traduzione di Mercedes Arriaga).
Desde 1980, trabaja en la poesía contemporánea y dirige desde 1987 la revista "Prato pagano" gracias a la cual, muchos autores noveles han podido publicar. Participó en la antología poética La parola ritrovata, ultime tendenze della poesia italiana en la que se encuentran críticas y poemas sobre la orientación a los poetas de las dos últimas décadas del siglo XX. Otros trabajos suyos al respecto son su libro, Scrivere in versi, metrica e poesia, y los vídeos de los grandes poetas del siglo XX : Giuseppe Ungaretti, Eugenio Montale, Pier Paolo Pasolini, Umberto Saba, Sandro Penna y Giorgio Caproni. 

## Obra

### Poemarios
- La famosa vita (Quaderni di Prato pagano, 1986, Premio Brutium-Poesía)
- Vicolo del Bologna (Pegaso, 1992, finalista Premio San Pellegrino)
- Poesie bambine (La Vita Felice, 1997)
- Poesie familiari (Fazi, 2001, Premio Camaiore, finalista Premio Metauro e Premio Frascati)

```
Poesie bambine (1997)
Le lacrime delle cose (2009)
Tu io e Montale a cena. Poesie per Zeichen (Interno Poesia, 2019)
```

### Prosa
- Scuola di ballo (Rotundo, 1988, Premio Lerici-Golfo dei poeti)
- È nato un bimbo (Oscar Mondadori,1990)

- La parola ritrovata - Ultime tendenze della poesia italiana (a cura di Gabriella Sica e Maria Ida Gaeta, Marsilio, 1995)
- Scrivere in versi - Métrica e poesia (Pratiche, 1996, ora in una edizione aggiornata e ampliata, Il Saggiatore, 2003)
- Sia dato crédito all'invisibile - Prose e saggi (Marsilio, 2000)
- Introduzione a Campo di battaglia. Poesía a Roma negli anni Ottanta di Flavia Giacomozzi (Castelvecchi, 2005)

### Vídeos
- Giuseppe Ungaretti. Vita d'un uomo (Rai Educational-Einaudi, 2000)
- Eugenio Montale (Rai Educational-Einaudi, 2000)
- Pier Paolo Pasolini poeta (Rai Educational-Einaudi, 2001)
- Umberto Saba. Il Canzoniere (Rai Educational)
- Giorgio Caproni. Il seme del piangere (Rai Educational)
- Sandro Penna. Croce e delizia (Rai Educational)